# Inhibidor de inter-alfa-tripsina
Los inhibidores de inter-alfa-tripsina (IαI) son proteínas plasmáticas formadas por de tres de las cuatro cadenas pesadas del grupo ITIH1, ITIH2, ITIH3 y ITIH4 y una cadena ligera del grupo AMBP o SPINT2. Funcionan como inhibidores de la proteasa.
IαI forma complejos con el hialuronano, generando un complejo de proteínas asociada a ácido hialurónico derivado del suero (SHAP-HA). El complejo SHAP-HA se encuentra en concentraciones muy altas en el líquido sinovial de pacientes con artritis reumatoide, lo que sugiere que tiene una función en la respuesta inflamatoria.